# Canton de Saint-Malo-Sud
Le canton de Saint-Malo-Sud est une ancienne division administrative française, située dans le département d'Ille-et-Vilaine et la région Bretagne.

## Composition
Le canton de Saint-Malo-Sud regroupait les communes suivantes :
- La Gouesnière ;
- Saint-Jouan-des-Guérets ;
- Saint-Malo (fraction correspondant à l'ancienne commune de Saint-Servan-sur-Mer).

Les anciennes communes suivantes étaient incluses dans le canton de Saint-Malo-Sud :
- Bonaban, absorbée en 1829 par La Gouesnière.
- Saint-Servan (Saint-Servan-sur-Mer à partir de 1920), absorbée en 1967 par Saint-Malo.

À la suite du redécoupage des cantons pour 2015, deux nouveaux cantons de Saint-Malo sont créés, partageant notamment la commune de Saint-Malo à nouveau en deux parties. La commune de La Gouesnière est rattachée au canton de Saint-Malo-1 et la commune de Saint-Jouan-des-Guérets à celui de Saint-Malo-2.

## Histoire
Créé le 18 novembre 1801 sous le nom de canton de Saint-Servan, le canton prend le nom de canton de Saint-Malo-Sud en 1967 à la suite de l'absorption du chef-lieu par Saint-Malo.
De 1833 à 1848, les cantons de Saint-Malo et de Saint-Servan avaient le même conseiller général. Le nombre de conseillers généraux était limité à 30 par département.

### Conseillers généraux de 1833 à 2015
| Période | Période                   | Identité                                   | Étiquette     | Qualité |
| ------- | ------------------------- | ------------------------------------------ | ------------- | --- |
| 1833    | 1848                      | Louis Blaize père (1784-1864)              | Centre gauche | Négociant et armateur, conseiller municipal de Saint-Malo, ancien député (1830-1833), également élu par le canton de Châteauneuf et par le canton de Pleurtuit |
| 1848    | 1864                      | Armand Marie Joseph Houitte de La Chesnais |               | Président du tribunal civil de Saint-Malo, maire de Saint-Malo, conseiller d'arrondissement                                                                    |
| 1864    | 1866                      | Édouard Michel Gouazon                     | Bonapartiste  | Maire de Saint-Servan (1848-1866) |
| 1867    | 1871                      | Paul Pointel                               | Bonapartiste  | Maire de Saint-Servan (1866-1869) |
| 1871    | 1877 (décès)              | François-Marie Le Pomellec                 | Centre gauche | Avocat puis armateur, maire de Saint-Servan, député (1876-1877)                                                                                                |
| 1877    | 1895                      | François Lenormand                         | Républicain   | Maire de Saint-Servan (1877-1888) |
| 1895    | 1919                      | Léonce Adrien Demalvilain (fils)           | Républicain   | Propriétaire, armateur, conseiller d'arrondissement, maire de Saint-Servan (1900-1919)                                                                         |
| 1919    | 1922                      | Jean-Baptiste Charcot                      | RG            | Médecin et explorateur |
| 1922    | 1928                      | Eugène Brouard                             | FR            | Conseiller municipal de Saint-Servan-sur-Mer |
| 1928    | 1932 (décès)              | Léonce Adrien Demalvilain (fils)           | Républicain   | Propriétaire, armateur, maire de Saint-Servan-sur-Mer (1900-1919 et 1929-1932))                                                                                |
| 1933    | 1940                      | Michel Charpentier                         | Rad.          | Industriel à Saint-Servan-sur-Mer |
|         |                           |                                            |               | |
| 1943    | 1945                      | Eugène Brouard                             | ?             | Conseiller municipal de Saint-Servan-sur-Mer Nommé membre de la Commission administrative départementale en 1941 Nommé conseiller départemental en 1943        |
|         |                           |                                            |               | |
| 1945    | 1949                      | Eugène Chartier                            | MRP           | Médecin |
| 1949    | 1955                      | Léon Le Coz                                | RPF>RS        | Colonel d'infanterie |
| 1955    | 1961                      | Paul Delacour                              | DVD           | Importateur de sel |
| 1961    | 1967                      | Lucien Huet                                | UNR           | Armateur, maire de Saint-Servan-sur-Mer |
| 1967    | 1977 (démission d'office) | Marcel Planchet                            | CD            | Gérant de société, maire de Saint-Malo (1967-1977) |
| 1977    | 1979                      | Alain Roman                                | PS            | Professeur, adjoint au maire de Saint-Malo (1977-1983) |
| 1979    | 1985                      | Robert Desnos                              | UDF           | Directeur de société, suppléant du député Jean Hamelin (1981-1986)                                                                                             |
| 1985    | 1998                      | Marcel Planchet                            | DVD           | Gérant de société, maire de Saint-Malo (1967-1977 et 1983-1989)                                                                                                |
| 1998    | 2011                      | Jacky Le Menn                              | PS            | Directeur d‘hôpital, sénateur d'Ille-et-Vilaine (2008-2014) |
| 2011    | 2012 (démission)          | Gilles Lurton                              | UMP           | Assistant parlementaire, maire-adjoint de Saint-Malo, député d'Ille-et-Vilaine (2012-2020)                                                                     |
| 2012    | 2015                      | Christine Lequertier                       | DVD           | Chef d'entreprise, Saint-Jouan-des-Guérets |

### Conseillers d'arrondissement (de 1833 à 1940)
| Période                                  | Période | Identité                                   | Étiquette            | Qualité |
| ---------------------------------------- | ------- | ------------------------------------------ | -------------------- | --- |
| 1833                                     | 1839    | M. Roger                                   |                      | Propriétaire à Saint-Servan                                                                                 |
| 1839                                     | 1845    | M. Verron                                  |                      | Négociant à Saint-Servan                                                                                    |
| 1845                                     | 1848    | Armand Marie Joseph Houitte de La Chesnais |                      | Avocat, propriétaire à Dol-de-Bretagne                                                                      |
|                                          |         |                                            |                      | |
| avant 1889                               | 1895    | Léonce Adrien Demalvilain (fils)           | Républicain          | Armateur, maire de Saint-Servan                                                                             |
|                                          |         |                                            |                      | |
| 1901                                     | 1925    | Théodule Lesage                            | Républicain libéral  | Marchand de chevaux, adjoint au maire de Saint-Servan                                                       |
| 1925                                     | 1931    | Jules Haize                                | Républicain national | Imprimeur, maire de Saint-Servan, directeur de L'Écho honfleurais                                           |
| 1931                                     | 1937    | Olivier Biard                              | RG                   | Agriculteur, président du comice agricole, conseiller municipal de Saint-Servan                             |
| 1937                                     | 1940    | Louis Lebret                               | Républicain          | Maire de Saint-Jouan-des-Guérets                                                                            |
| 1940                                     |         |                                            |                      | Les conseils d'arrondissement ont été suspendus par la loi du 12 octobre 1940 et n'ont jamais été réactivés |
| Les données manquantes sont à compléter. |         |                                            |                      | |

## Démographie
| 1968 | 1975 | 1982 | 1990   | 1999   | 2006   | 2011   | 2012   |
| ---- | ---- | ---- | ------ | ------ | ------ | ------ | ------ |
| -    | -    | -    | 23 179 | 25 090 | 24 592 | 23 572 | 23 198 |